# فرناندو دياز سيغيل
فرناندو دياز سيغيل (بالإسبانية: Fernando Díaz Seguel) هو لاعب كرة قدم ومدرب كرة قدم تشيلي في مركز حراسة المرمى، ولد في 27 ديسمبر 1961 في تشيلي. لعب مع ديبورتيس أنتوفاغاستا وديبورتيس كولتشاغوا وكوريكو يونيدو ونادي أونيفرسيداد كاتوليكا.